# Ron Mueck
Hans Ronald Mueck (ˈmjuːɛk oder ˈmuːɪk, * 1958 in Melbourne, Australien) ist ein australischer Bildhauer, der vor allem für seine überdimensionalen realistischen Menschenplastiken aus Fiberglas und Silikon bekannt ist, deren Oberflächenbeschaffenheit sich durch eine zuvor in dieser Größenordnung nicht erreichte Naturtreue auszeichnet. Der Themenkreis seiner Werke umfasst Geburt, Leben, Jugend, Alter und Tod.

## Leben
Mueck ist der Sohn eines deutschen Einwanderers; sein Vater war als Spielzeugmacher tätig. Im Jahr 1983 verließ Ron Mueck Australien und lebt nun in London, wo Jim Henson ihn für sein Team von Marionettisten für die Serie Sesamstraße und die Muppet Show engagierte. Bevor er freier Bildhauer wurde, hatte er im Kinderfernsehen gearbeitet: Er entwickelte 1985 die Figur des Greif für den Film Dreamchild (1985) und die Spezialeffekte für den Film Labyrinth (1986) mit David Bowie. 1990 eröffnete er in London eine Werbeagentur und stellte Plastiken für Werbefotografie her, die jedoch häufig nur aus einem bestimmten Winkel fotografiert wurden. Unzufrieden mit dieser Tätigkeit, begann er sich künstlerisch zu orientieren. 1996 bot sich hierzu Gelegenheit, als er für eine Ausstellung seiner Schwiegermutter Paula Rego, eine portugiesische Künstlerin, in der Hayward Gallery die Skulptur Pinocchio schuf. Vermittelt durch Rego lernte er den bedeutenden Kunstsammler Charles Saatchi kennen, der Muecks Werke zu sammeln begann und neue in Auftrag gab. So entstand die Plastik Dead Dad, die in der Ausstellung Sensation in der Royal Academy of Arts im darauffolgenden Jahr ausgestellt wurde. Seit diesem künstlerischen Durchbruch lebt er in London. Jüngst hat er sein Atelier auf die Isle of Wight verlegt.

## Stil
Künstlerisch lässt sich Muecks Stil dem Hyperrealismus zuordnen, einer Kunstrichtung, die nicht die Abstraktion, sondern die Übersteigerung der Realität als Mittel wählt. Hyperreale Figuren wurden schon von John De Andrea und Duane Hanson erschaffen. Während Andrea auf Akte spezialisiert war und sich Hanson thematisch mit gesellschaftlichen Milieus beschäftigt, sind Muecks Themen Geburt, Leben, Tod. Seine Figuren sind bis ins kleinste Detail bearbeitet: Durch Hautpigmente, Falten und kleinste Haare scheinen sie lebendig zu sein. Typisch für Mueck ist der Versuch, mittels Größenveränderung die Wahrnehmung der ansonsten perfekt nachgebildeten Figur zu verändern. So wirkt der Junge seiner überdimensionierten 500 kg schweren Plastik Boy (ARoS Aarhus Kunstmuseum) trotz seiner Größe verletzlich und angreifbar. Seine Skulptur Dead Dad, die seinen toten Vater darstellt, ist dagegen nur 102 cm lang.

## Kunstmarkt
Im Jahr 2002 wurde seine Plastik Schwangere Frau von der National Gallery of Australia für 800.000 australische Dollar gekauft.

## Zitate
„Ich wollte etwas machen, dem ein Foto nicht gerecht werden würde. […] Obwohl ich viel Zeit mit der Oberfläche verbringe, ist es doch das Innenleben, das ich einfangen möchte. […] Meine Arbeiten sind mein Statement.“

## Ausstellungen
- 1998 Anthony d’Offay Gallery, London
- 2000 James Cohan Gallery, New York City
- 2001 Biennale, Venedig
- 2002 Hirshhorn Museum, Washington
- 2003 Berlin Hamburger Bahnhof
- 2003 National Gallery, London
- 2004 Saatchi Gallery, London
- 2005 Fondation Cartier, Paris
- 2006 Royal Scottish Academy Building, Edinburgh
- 2006/2007 Brooklyn Museum, New York City
- 2010 National Gallery of Victoria, Melbourne
- 2013 Fondation Cartier, Paris
- 2014 Museu de Arte Moderna do Rio de Janeiro[5]
- 2016 Kunsthistorisches Museum, Wien, Theseustempel[6]
- 2023 Fondation Cartier, Paris
- 2024 Museum Voorlinden, Wassenaar

## Galerien
- James Cohan Gallery, New York
- Anthony d´Offay Gallery, London